# Arthropteris monocarpa
Arthropteris monocarpa là một loài dương xỉ trong họ Tectariaceae. Loài này được Cordem. C. Chr. mô tả khoa học đầu tiên năm 1932.